# Susanne Beck
Susanne Beck (Amburgo, 23 agosto 1947) è un'attrice e doppiatrice tedesca.
Attrice attiva principalmente in campo televisivo, sul piccolo schermo, è apparsa in oltre una cinquantina di differenti produzioni, tra la fine degli anni sessanta e la metà degli anni novanta. Tra i suoi ruoli principali, figurano quello di Alexandra Farell nella serie televisiva Zirkus meines Lebens (1968), quello di Monika Dahms nella serie televisiva Meine Tochter - Unser Fräulein Doktor (1970), quello di Edith Kottnik nella serie televisiva Der Herr Kottnik (1974) ), quello di Vera Martin nella serie televisiva Bitte keine Polizei (1975), quello di Renate nella serie televisiva Der Anwalt (1976), quello di Manuela Schulze nella serie televisiva ...Erbin sein - dagegen sehr (1985), ecc.
Come doppiatrice, ha prestato la propria voce ad attrici quali Victoria Bass, Karen Black, Arielle Dombasle, Meg Gibson, Caroline Hildebrand, Lela Ivey, Sylva Koscina, Valerie Landsburg, Nora Masterson, Brynja McGrady, Edwina Moore, Denise Nickerson, Jane Randolph, Chad Redding, Lisa Sutton, Sela Ward, ecc.

## Filmografia parziale

### Cinema
- Zwei wie wir... und die Eltern wissen von nichts (1966)
- Die kluge Bauerntochter - cortometraggio (1971)
- Drei Männer im Schnee (1974)
- Europa, abends (1989)

### Televisione
- Tragödie in einer Wohnwagenstadt - film TV (1967)
- Ein Fall für Titus Bunge - serie TV, 1 episodio (1967)
- Zirkus meines Lebens - serie TV, 13 episodi (1968)
- Das tickende Herz - film TV (1969)
- Meine Tochter - Unser Fräulein Doktor - serie TV, 13 episodi (1970)
- Auftrag: Mord! - film TV (1970)
- Merkwürdige Geschichten - serie TV, 1 episodio (1970)
- Sparks in Neu-Grönland - film TV (1971)
- Dem Täter auf der Spur - serie TV, 1 episodio (1971)
- Die reißenden Wasser von Velaba - film TV (1972)
- Plumpaquatsch - serie TV (1972)
- Im Auftrag von Madame - serie TV, 1 episodio (1972)
- Squadra speciale K1 - serie TV, 1 episodio (1972)
- Gabriel - film TV (1973)
- Polizeistation - serie TV, 8 episodi (1973)
- Hamburg Transit - serie TV, 1 episodio (1974)
- Eine geschiedene Frau - miniserie TV (1974)
- Der Herr Kottnik - serie TV, 13 episodi (1974)
- Gestern gelesen - serie TV, 1 episodio (1975)
- Bitte keine Polizei - serie TV, 13 episodi (1975)
- Eigener Herd ist Goldes wert - serie TV (1975)
- Freiwillige Feuerwehr - serie TV, 5 episodi (1976)
- Der Anwalt - serie TV, 13 episodi (1976)
- Aus nichtigem Anlaß - film TV (1976)
- Lokalseite unten links - serie TV, 1 episodio (1976)
- Tatort - serie TV, 2 episodi (1976-1978) - ruoli vari
- L'ispettore Derrick - serie TV, ep. 04x01, regia di Zbyněk Brynych (1977)
- Notarztwagen 7 - serie TV, 1 episodio (1977)
- L'ispettore Derrick - serie TV, ep. 05x08, regia di Michael Braun (1978)
- Il commissario Köster (Der Alte) - serie TV, 1 episodio (1980)
- Achtung Zoll! - serie TV, 4 episodi (1980)
- Polizeiinspektion 1 - serie TV, 1 episodio (1981)
- L'ispettore Derrick - serie TV, ep. 09x03, regia di Helmut Ashley (1982)
- Unsere schönsten Jahre - serie TV, 1 episodio (1983)
- La nave dei sogni - serie TV, 1 episodio (1983)
- Tiere und Menschen - serie TV (1984)
- Der Andro-Jäger - serie TV, 1 episodio (1984)
- Helga und die Nordlichter - serie TV, 6 episodi (1984)
- Die schöne Wilhelmine - serie TV (1984)
- ...Erbin sein - dagegen sehr - serie TV, 11 episodi (1985)
- Ein Fall für TKKG - serie TV, 1 episodio (1985)
- La clinica della Foresta Nera - serie TV, 1 episodio (1988)
- Berliner Weiße mit Schuß - serie TV, 1 episodio (1989)
- Die Männer vom K3 - serie TV, 1 episodio (1989)
- Peter Strohm - serie TV, 1 episodio (1992)
- Immenhof - serie TV, 1 episodio (1995)

## Doppiaggi

### Videogiochi
- TKKG 6 - Der Fälscherbande auf der Spur (2000)